# أندرس كاميرون أوستنسفيغ ديل
أندرس كاميرون أوستنسفيغ ديل (مواليد 19 أكتوبر 1978) ،  المعروف أيضًا باسم مسلم أبو عبد الرحمن أو أبو عبد الرحمن النرويجي ،  هو إرهابي نرويجي مقره في اليمن مرتبط بتنظيم القاعدة المتواجد في شبه الجزيرة العربية (AQAP). وتم احتجازه في اليمن اعتبارًا من الربع الأول من عام 2022. 
وبعد أن كان ديل مطلوبًا دوليًا منذ عام 2012 تم إدراجه في عام 2014 على أنه إرهابي عالمي مُصنف تصنيف خاص من قبل وزارة الخارجية الأمريكية ،  كما تم إدراجه أيضاً في القائمة السوداء من قبل مجلس الأمن التابع للأمم المتحدة .

## بدايات حياته
وُلد ديل لأبوين نرويجيين ، ونشأ في نيسودين .  وكان عضوًا في حزب الخضر ، وظهر كمرشح منخفض المستوى على قوائم الحزب الانتخابية في أوسلو للانتخابات البلدية 2007 .  وورد عنه أنه كان عضوًا في حركة بليتز الراديكالية اليسارية في شبابه ،   كما وصف أندرس نفسه بأنه فوضوي وماركسي . 
اعتنق ديل الإسلام عام 2008 ،  وبدأ يرتاد مسجد الرابطة .  في نفس العام ، وتم إجراء مقابلة إذاعية معه في برنامج NRK باعتباره مسلمًا نرويجيًا تحول إلى الإسلام حيث قام أندرس بانتقاد "الدعاية الإعلامية" التي تصور المسلمين على أنهم محبين للعنف.  اتصلت عائلته بالشرطة بعد مشاركته في أعمال الشغب في أوسلو 2008-2009 .  

## تصنيفه كإرهابي
سافر ديل لأول مرة إلى اليمن للانضمام إلى القاعدة في شبه الجزيرة العربية (AQAP) في عام 2008 ، وعاد إلى النرويج عدة مرات آخرها في ديسمبر 2011.  ويُعتقد أنه تلقى خلال الفترة التي قضاها في اليمن تدريبات على صنع القنابل على يد إبراهيم العسيري ،  لصنع أحزمة ناسفة على وجه التحديد و لصنع متفجرات بدائية وأخرى تُستخدم في السيارات المفخخة.  وقام أندرس بعد رحلته الأخيرة بالانقطاع عن الاتصال بزوجته المغربية التي تزوجها عام 2010  ، وأعلنت عائلته أنه مفقود في أبريل 2012. 
أصبح ديل مطلوبًا من قبل أجهزة المخابرات في العديد من البلدان منذ عام 2012 وذلك للاشتباه في أنه خطط لهجوم إرهابي في أولمبياد لندن الصيفي لعام 2012 . 
في يوليو 2014 ، تم إدراج ديل كإرهابي عالمي مصنف تصنيف خاص من قبل وزارة الخارجية الأمريكية.   كما تمت إدانته بموجب قوانين مكافحة الإرهاب النرويجية من قبل جهاز أمن الشرطة النرويجي (PST) وذلك بعد أن ظل قيد التحقيق لعدة سنوات.  تم الإبلاغ في وقت لاحق من نفس الشهر أن ديل كان السبب وراء زيادة التدابير الأمنية التي تم إدخالها على الرحلات الجوية المباشرة إلى الولايات المتحدة.   في سبتمبر 2014 ، تم إدراجه في القائمة السوداء من قبل مجلس الأمن التابع للأمم المتحدة كواحد من أحد عشر إرهابياً مطلوبًا طلبت الولايات المتحدة وضعهم على القائمة السوداء.   
يُعتقد أن سعيد كواشي ، أحد منفذي إطلاق النار على شارلي إبدو في يناير 2015 ، قد التقى ديل أثناء تدريبه مع القاعدة في شبه الجزيرة العربية في اليمن في عام 2011. 
تم القبض على ديل في اليمن منذ عام 2022 ، وقام بتقديم طلب مساعدة من وزارة الخارجية النرويجية للعودة إلى النرويج. 

## أنظر أيضا
- قائمة بالهاربين من العدالة المختفين